# Neustadt (Brandenburg)
Neustadt település Németországban, azon belül Brandenburgban. Lakosainak száma 3477 fő (2023. december 31.).

## Népesség
A település népességének változása:
| Lakosok száma | 3454 | 3452 | 3387 | 3499 | 3477 |
|               | 2017 | 2019 | 2021 | 2022 | 2023 |